# Пешкова (деревня)
Пешкова — деревня в Знаменском районе Орловской области. Входит в состав Коптевского сельского поселения.

## Население
| 2002 | 2010 |
| ---- | ---- |
| 187  | ↘117 |

## География
Уличная сеть
- Зеленая ул.
- Советская ул.
- Школьная ул.

Гидрологическая сеть
Через деревню протекает р.Городенка, в которую в черте селения впадают три ручья.
На южной окраине селения, за дорогой местного значения, начинается р. Голынь.

## Инфраструктура
В 2012 году ликвидирована МОУ Пешковская Основная Общеобразовательная школа Знаменского района Орловской области.

## История
Деревня Пешкова (Пишкова) упоминается в 1678 году в составе Севского разряда в Карачевском уезде среди поместий Рословского стана.